# 息州
息州，中国古代的州。
北周宣政元年（578年）改东豫州置，治所在广陵城（今河南省息县）。隋朝大业二年（606年）废。
唐朝武德二年（619年）王世充复置息州，下辖新息县、淮川县（今河南省正阳县陡沟镇祝湾村）、长陵县（今河南省息县长陵乡），次年归唐。贞观元年（627年）废息州、淮川县、长陵县，新息县改属豫州。
金朝复置。辖境相当今河南省息县、正阳、新蔡三县及淮滨县淮河以北部分。元朝中统三年（1262年）废，四年复置。明朝洪武初年，废州改县。
息州刺史
- 杨仲达（武德年间）
- 杨行模（620年—621年）
- 荣建绪（武德末年）